# Маджо, Брайан
Брайан Джомени Маджо (фр. Brian Djomeni Madjo; родился 12 января 2009) — люксембургский футболист, нападающий французского клуба «Мец» и национальной сборной Люксембурга.

## Клубная карьера
Родился в Энфилде (Большой Лондон) в семье выходцев из Камеруна. В детстве переехал с семьёй в Люксембург. Выступал за юношеские команды люксембургских клубов «Мариска» и «Расинг». В июле 2025 года 16-летний игрок перешёл во французский клуб «Мец», подписав с ним свой первый профессиональный контракт. 17 августа 2025 года дебютировал в основном составе «Меца» в матче Лиги 1 против «Страсбура».

## Карьера в сборной
В марте 2025 года получил вызов в главную сборную Люксембурга. 22 марта 2025 года дебютировал за сборную в товарищеском матче против сборной Швеции.